# شرکت دات-کام
شرکت دات-کام (انگلیسی: Dot-com company) شرکتی است، که اکثر کسب‌وکار خود را در اینترنت انجام می‌دهد و اغلب از طریق یک وبگاه دامنه سطح‌بالای عمومی شناخته شده در محیط .com استفاده می‌کند.